# Hydnocarpus
Hydnocarpus es un género de grandes o medios árboles pertenecientes a la familia Achariaceae, son nativos de Indonesia, Malasia y Filipinas.

## Descripción
Son árboles que tienen las hojas alternas, pequeñas flores en racimos y frutos en cápsulas que contienen aceites esenciales.

## Usos
El aceite de Chaulmoogra se utiliza en el tratamiento temprano de la lepra.

## Ecología
Hydnocarpus anthelmintica es la planta donde se hospeda Tuckerella filipina.

## Taxonomía
El género fue descrito por  Joseph Gaertner y publicado en De Fructibus et Seminibus Plantarum. . . . 1: 288. 1788. La especie tipo es: Hydnocarpus venenata Gaertn. 

## Especies
- Hydnocarpus alcalae
- Hydnocarpus alpina Wight
  - Hydnocarpus alpina Wight var. elongata Boerl.
  - Hydnocarpus alpina Wight var. macrocarpa Boerl.
- Hydnocarpus annamensis (Gagnep.) Lescot & Sleumer
- Hydnocarpus annamicus H.L.Li
- Hydnocarpus anomalus (Merr.) Sleumer
- Hydnocarpus anthelminthicus Pierre (= H. anthelmintica)
- Hydnocarpus beccarianus
- Hydnocarpus borneensis
- Hydnocarpus calophyllus (Ridl.) Sleumer
- Hydnocarpus calvipetalus Craib
- Hydnocarpus castanea Hook.f. & Thomson
- Hydnocarpus cauliflora
- Hydnocarpus clemensorum
- Hydnocarpus corymbosa Seem.
- Hydnocarpus crassifolius
- Hydnocarpus cucurbitina
- Hydnocarpus curtisii
- Hydnocarpus dawnensis C.E.Parkinson & C.E.C.Fisch.
- Hydnocarpus elmeri
- Hydnocarpus filipes
- Hydnocarpus glaucescens
- Hydnocarpus gracilis
- Hydnocarpus grandiflorus
- Hydnocarpus hainanensis
- Hydnocarpus heteroclita Spreng.
- Hydnocarpus humei
- Hydnocarpus ilicifolia
- Hydnocarpus inebrians Vahl.
- Hydnocarpus kingii Warb.
- Hydnocarpus kuenstleri
- Hydnocarpus kurzii (King.) Warb. (= H. heterophyllus)
- Hydnocarpus laevis Miq.
- Hydnocarpus lanceolata
- Hydnocarpus lasionema Aity Shaw
- Hydnocarpus laurifolius Dennst. Sleumer
- Hydnocarpus macrocarpa
- Hydnocarpus merrillianus
- Hydnocarpus microcarpus
- Hydnocarpus moluocana
- Hydnocarpus nana
- Hydnocarpus obtusa C.Presl.
- Hydnocarpus octandra Thwaites
- Hydnocarpus odoratus Lindl. ex Voigt
- Hydnocarpus ovoidea Elmer
- Hydnocarpus palawanensis
- Hydnocarpus pentagynus Slooten
- Hydnocarpus pentandrus Buch.-Ham. Oken
- Hydnocarpus pinguis
- Hydnocarpus piscidia Bernh.-Sm.
- Hydnocarpus polyandra Blanco
- Hydnocarpus polypetalus
- Hydnocarpus punctifer
- Hydnocarpus quadrasii
- Hydnocarpus saigonensis
- Hydnocarpus scortechinii
- Hydnocarpus serrata
- Hydnocarpus setumpul
- Hydnocarpus sharmae
- Hydnocarpus stigmatophorus
- Hydnocarpus subfalcata
- Hydnocarpus subinteger
- Hydnocarpus sumatrana
- Hydnocarpus sumatrana Miq. (= H. hutchinsonii)
- Hydnocarpus tamiana
- Hydnocarpus tenuipetalus
- Hydnocarpus tomentosa
- Hydnocarpus unonifolia
- Hydnocarpus venenata Gaertn.
- Hydnocarpus verrucosus
- Hydnocarpus wightiana Blume
- Hydnocarpus woodii
- Hydnocarpus wrayi
- Hydnocarpus yatesii